# Solenn Thieurmel
Solenn Thieurmel, née le 15 juin 1991 à Quimper (Finistère), est une basketteuse en fauteuil roulant française, évoluant actuellement à l'Avenir Basket Berck Rang du Fliers. Elle fait aussi partie de l'équipe de France de handibasket féminine.

## Carrière internationale
Solenn Thieurmel est sélectionnée en équipe de France pour la première fois à l'occasion des Jeux paralympiques d'été de 2016 à Rio de Janeiro.